# Объединённая консервативная партия
Объединённая консервативная партия (англ. United Conservative Party, фр. Parti conservateur uni) — консервативная политическая партия в провинции Альберта в Канаде. Она была создана в июле 2017 года в результате слияния Прогрессивно-консервативной ассоциации Альберты и Партии Уайлдроуз. После своего создания ОКП сразу же сформировала официальную оппозицию в Законодательном собрании Альберты. ОКП получила большинство мандатов на выборах 16 апреля 2019 года для формирования правительства Альберты. Лидер ОКП Джейсон Кенни стал премьером 30 апреля 2019 года, когда он и его первый кабинет были назначены и приведены к присяге лейтенант-губернатором Альберты Лоис Митчелл.

## История

### Предыстория
Партия Уайлдроуз в основном состояла из бывших сторонников Прогрессивно-консервативной ассоциации, недовольных многолетним руководством ассоциации по разным причинам. Трое из первых пяти членов законодательного собрания от Уайлдроуз были перебежчиками, первоначально избранными как прогрессивные консерваторы.
Заметная, но безуспешная попытка объединить Уайлдроуз с партией прогрессивных консерваторов произошла в ноябре и декабре 2014 года, когда два члена законодательного собрания от Уайлдроуз присоединились к ассоциации. Спустя несколько недель тогдашний лидер партии Уайлдроуз и лидер официальной оппозиции Даниэль Смит повела большую часть остальных участников своего собрания, чтобы присоединиться к тогдашней правящей партии Прогрессивно-консервативной ассоциации во главе с премьером Джимом Прентисом. Оставшаяся партия Уайлдроуз отказалась рассматривать просьбу Смит о роспуске своей партии. Тогда президент Уайлдроуз Дэвид Ягер сказал: "Это ни в коем случае не слияние. Это капитуляция."
Лидер Уайлдроуз Брайан Джин в основном отверг призывы к слиянию с ассоциацией, а 28 октября 2016 года сказал членам Уайлдроуз на ежегодном собрании партии: "В предстоящие месяцы давайте не будем подвергать риску будущее нашей провинции, ожидая, пока партия прогрессивных консерваторов выяснит, во что они верят или не верят". 15 декабря 2016 года Джин продолжал отвергать предложения о слиянии и заявил, что представит альтернативный план: "Это должно быть что-то приемлемое для обеих групп участников. И я думаю, что наш план, откровенно говоря, гораздо более приятен для обеих групп."
В тот же день Дерек Филдебрандт выступил в качестве первого члена законодательного собрания от Уайлдроуз, открыто поддержав слияние с ассоциацией после выборов, когда он сказал на радиостанции: "Честно говоря, я услышал достаточно. Я думаю, что люди довольно ясны. Они хотят, чтобы на следующих выборах НДП столкнулась с единственным консервативным вариантом."

### Переговоры о слиянии
Переговоры лидера Прогрессивно-консервативной ассоциации Джейсона Кенни и лидера Уайлдроуз Брайана Джина начались в первый рабочий день после того, как Кенни был избран лидером ассоциации 18 марта 2017 года на платформе объединения двух партий. Переговоры прошли успешно, и текст соглашения о слиянии был опубликован 18 мая 2017 года. Внутренние голосования по соглашению о слиянии были проведены обеими сторонами 22 июля 2017 года. Заявленным планом, если слияние будет одобрено, были выборы руководства Объединённой консервативной партии в октябре 2017 года и учредительный съезд партии в начале 2018 года.
42 617 членов Уайлдроуз имели право голоса 22 июля 2017 года. Явка составила 57%, при этом 23 466 избирателей (95%) высказались за соглашение и 1132 (5%) против, преодолев порог в 75%, требуемый уставом партии. Прогрессивные консерваторы также одобрили соглашение с перевесом в 95%. При явке 55% правомочных членов 25 692 человек проголосовали за, а 1344 против, причём 24 бюллетеня были испорчены; устав ассоциации требовал, чтобы относительное большинство её членов одобрило слияние.
Несмотря на подавляющее большинство голосов за слияние, некоторые члены Уайлдроуз отказались присоединиться к объединённой партии, собравшеся позже в июле, чтобы обсудить создание новой партии. Точно так же по меньшей мере 10 директоров ассоциации подали в отставку с тех пор, как Джейсон Кенни стал лидером, а некоторые бывшие члены работали над созданием центристской альтернативы как объединённым консерваторам, так и НДП перед следующими провинциальными выборами. Занявший второе место кандидат в лидеры прогрессивных консерваторов Ричард Старк, 24 июля объявил, что он не присоединится к ОКП и будет заседать в законодательном органе в качестве независимого члена.
Юридически Прогрессивно-консервативная ассоциация и Уайлдроуз всё ещё существуют, несмотря на их де-факто объединение в ОКП. Это связано с тем, что в настоящее время избирательный закон Альберты не разрешает партиям формально объединять или передавать активы друг другу. В результате 24 июля 2017 года руководство новообразованной ОКП формально взяло на себя управление ассоциацией и партией Уайлдроуз. Кроме того, в этот день все члены двух партий стали членами ОКП. Обе партии удалились от любого значимого публичного присутствия, тем самым фактически распустившись, хотя они продолжают существовать на бумаге.
Чтобы сохранить свою регистрацию и активы до всеобщих выборов в Альберте в 2019 году, обе партии выставили по одному формальному кандидату. 7 февраля 2020 года, после принятия закона, разрешающего партиям законно объединяться, было официально одобрено образование ОКП, позволив ОКП объединить активы унаследованных партий и формально завершить их дела.

## Политика партии
5 мая 2018 года ОКП провела учредительный съезд, на котором определила свою официальную политику.
Партия подверглась критике из-за предложения Кенни разрешить школам уведомлять родителей, когда их дети вступают в альянсы геев и гетеросексуалов. В ответ правительство Нотли разработало и приняло законопроект, который запрещал учителям гулять с детьми, которые были членами альянсов. Этот вопрос вновь вызвал споры после политического съезда ОКП в мае 2018 года, когда члены партии проголосовали за принятие политики, согласно которой школы должны информировать родителей о том, что их дети вступили в альянсы. Члены законодательного собрания от ОКП Ричард Макайвер, Джейсон Никсон и Лила Ахир выступили против этой политики, но она была принята с 57% голосов.
Другие заметные позиции, занятые ОКП в первый год их работы в качестве правительства, включают:
- Решительная позиция в пользу ископаемого топлива[21]. Сторонники ископаемого топлива также поддерживают сильное противодействие переходу к зелёной энергетике, которую они рассматривают как идеологическую махинацию[22].
- Политика реструктуризации системы здравоохранения Альберты, которую обычно называют "атакой на врачей", поскольку ключевое изменение в реструктуризации включала принятие Законопроекта 21[23] и использование этого законопроекта для поддержки разрыва Генерального соглашения с врачами Альберты и внесения серьёзных изменений в структуру платежей[24][25].

## Руководство
| №     | Председатель  | Срок                              |
| ----- | ------------- | --------------------------------- |
| и. о. | Натан Купер   | 24 июля 2017 — 28 октября 2017    |
| 1     | Джейсон Кенни | 28 октября 2017 — настоящее время |

| № | Заместитель | Срок                              |
| - | ----------- | --------------------------------- |
| 1 | Майкл Эллис | 25 июля 2017 — 30 октября 2017    |
| 2 | Лила Ахир   | 30 октября 2017 — настоящее время |

## Результаты выборов
| Год  | Лидер         | Голоса    | %     | Мандаты |
| ---- | ------------- | --------- | ----- | ------- |
| 2019 | Джейсон Кенни | 1 040 004 | 54,88 | 63/87   |